# 巴雷尔·什穆埃利
上士巴雷尔·哈达里亚·什穆埃利（希伯來語：בראל חדריה שמואלי‎，英語：Barel Hadaria Shmueli，1999年12月28日－2021年8月30日）是一名「亚马斯」（以色列边境警察部队）战士，他于2021年8月21日被一名巴勒斯坦人击中头部，在加沙-以色列隔离墙上针对以色列国防军和以色列边境警察的巴勒斯坦骚乱期间，以及九天后在医院去世。他的受伤和死亡在以色列的社交媒体上抗议以色列国防军限制向敌人开火的指令。
巴雷尔的母亲尼扎·什穆埃利进行了一项调查：一名观察员报告说有人大规模接近围墙，但指挥官没有回应、巴雷尔和其他3个战士不应该站在墙后面，因为战士没有短距离视野。18时15分，巴雷尔被接近围墙的恐怖分子击中头部、医生是创伤后、该地区没有担架，虽然这是在以色列、受害者被三辆不同的车辆运送了大约两个小时，正常骑行需要50分钟、该地区没有直升机撤离伤员。